# Trichosetodes meghawanabaya
Trichosetodes meghawanabaya is een schietmot uit de
familie Leptoceridae. De soort komt voor in het Oriëntaals gebied.